# Nina Zaznobina
Nina Kostantinovna Zaznobina (in russo Нина Константиновна Зазнобина?; Koskovo, 25 novembre 1927 – San Pietroburgo, 12 febbraio 2015) è stata una cestista sovietica.

## Carriera
Con l'Unione Sovietica ha disputato i Campionati europei del 1954.